# Mitopoeia
Mitopoeia (Mythopoeia en el original en inglés, que significa «generando mitos» en griego) es un poema compuesto por el escritor británico J. R. R. Tolkien hacia 1931, y publicado en ciertas ediciones en inglés del libro Árbol y Hoja: la primera vez en 1988 y la última en 1999 (en el Reino Unido). En español ha sido publicado por Ediciones Minotauro en 1997, también junto con Árbol y Hoja. El término mitopoeia fue acuñado por el mismo  Tolkien como título del poema.

## Lo que subyace tras el poema
El poema lleva como encabezamiento: «To one who said that myths were lies and therefore worthless, even though “breathed through silver”. Philomythus to Misomythus», que se puede traducir como «Para uno que dijo que los mitos eran mentiras y por tanto sin valor, aunque sean “susurrados a través de plata”. De Filomito a Misomito.» (Filomito = «el que es amigo de los mitos», Misomito = «el que odia los mitos»).
Mitopoeia fue creado como reacción a la afirmación de C. S. Lewis de que los mitos son «mentiras susurradas a través de plata». El poema toma una posición opuesta al racionalismo y al materialismo, refiriéndose al autor humano creativo como «el pequeño hacedor» que empuña «su propio pequeño cetro de oro» y rige con él su «subcreación», entendida como una genuina creación dentro de la creación de Dios.

## Fragmento
I will not treat your dusty path and flat,
denoting this and that by this and that,
your world immutable wherein no part
the little maker has with maker's art.
I bow not yet before the Iron Crown,
nor cast my own small golden sceptre down.
J. R. R. Tolkien, Mythopoeia